# Augusto Martínez Olmedilla
Augusto Martínez Olmedilla (Madrid, 1880-Madrid, 26 de septiembre de 1965) fue un escritor y periodista español que destacó por su conocimiento de la farándula madrileña en la primera mitad del siglo XX.

## Biografía
Doctor en Leyes por la Universidad Central. Colaboró como narrador en numerosas colecciones literarias, El Cuento Semanal, Los Contemporáneos, La Novela Corta, La Novela de Hoy, La Novela Semanal, El Libro Popular, Revista Literaria Novelas y Cuentos; aunque más interesante y valiosa es su obra periodística en revistas como Blanco y Negro, La Esfera, Nuevo Mundo o periódicos como El Globo, El Liberal, El Imparcial y Heraldo de Madrid.

## Obra
Escritor fecundo, casi monstruoso, superó las treinta novelas largas, las setenta novelas cortas, cuarenta y tantas obras escénicas, más de quinientos cuentos, más de quince biografías y un millar largo de artículos. Como narrador tuvo por maestro a Armando Palacio Valdés, por lo que se le ha asociado a un naturalismo moderado, con algunas novelas realistas y otras de tesis. 
Como dramaturgo, quizá su vertiente más original fue participar en la revitalización del teatro de guiñol que abordaron en los años veinte y treinta del siglo XX español autores de la talla de Federico García Lorca, Ramón del Valle-Inclán o Rafael Dieste. Así lo consignó en su Teatro de marionetas (1920), compilación de piezas donde explora numerosas vertientes: desde el tono moralizante e infantil preceptivo al género (El manantial de la dicha), hasta el más puro sainete arnichesco (La octava virtud o Josefina se casa), pasando por el drama rural (El bien de todos), la comedia burguesa (Lo imprevisto) y el drama histórico (La muerte del bardo).
Como ensayista, la obra de mayor valor y por la que se le ha recordado fue su divertido estudio Los teatros de Madrid. Anecdotario de la farándula madrileña, publicado en 1948, y que ganó el premio del Ayuntamiento de Madrid.

## Bibliografía del autor

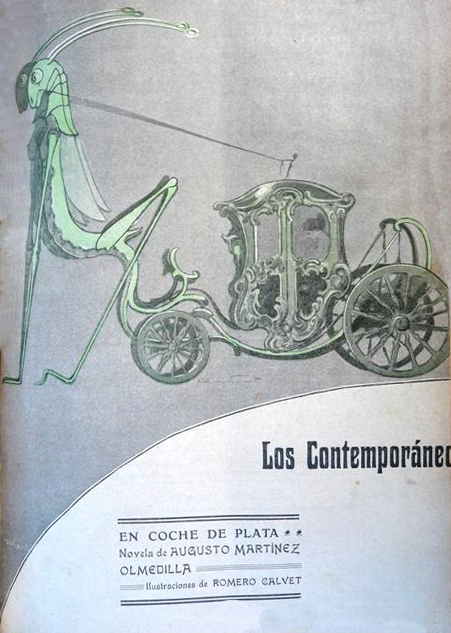
En coche de plata, n.º 35 de Los Contemporáneos (27 de agosto de 1909). Portada de Romero Calvet.

### Teatro

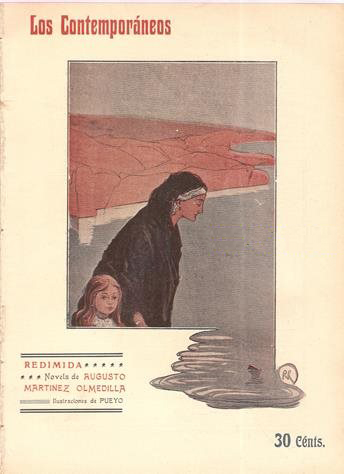
Redimida (1910)